# Materialismo e Empiriocriticismo
Materialismo e Empiriocriticismo (em russo:  Материализм и эмпириокритицизм; Materializm i empiriokrititsizm) é um trabalho filosófico de Vladimir Lenin, publicado em 1909. Era um assunto obrigatório de estudo em todas as instituições de ensino superior na União Soviética, como um trabalho seminal de materialismo dialético, uma parte do currículo chamado "Filosofia Marxista-Leninista". Lenin argumentava que as percepções humanas refletem corretamente e com precisão o mundo externo objetivo.